# Bratešići
Bratešići (en serbe cyrillique : Братешићи) est un village du sud-ouest du Monténégro, dans la municipalité de Kotor.

## Démographie

### Évolution historique de la population
| 1948 | 1953 | 1961 | 1971 | 1981 | 1991 | 2003 |
| ---- | ---- | ---- | ---- | ---- | ---- | ---- |
| 83   | 82   | 79   | 79   | 71   | 57   | 52   |